# こいずみまり
こいずみ まり（3月29日 - ）は、日本の漫画家。長崎県出身。女性。武蔵野美術大学造形学部油絵学科油絵専攻卒業。既婚。
主に4コマ漫画作品を発表している。別ペンネームに木野 聖子（きの せいこ）、小泉 真理（こいずみ まり）がある。

## 概要
大学在学時に雑誌などでカットを手がける。ゲーム会社に勤務し、兼業で漫画家としてデビューした後、専業漫画家となる。
初期はギャグ4コマがほとんどだったが、『LET IT BE!!』を描き始めたころからストーリー重視の連続物も描くようになり、青年誌だけではなく少年誌への連載も始めている。
初期の絵柄は青木光恵の影響を受けていることを『お姉さまとお呼びっ!!』単行本第1巻p30で述べている。

## 年譜
- 1992年 ‐ 『増刊まんがあ!ホクサイ』1992年12月号（辰巳出版）に「看護婦さんへGO!!」の連載を開始[1]。これが定期連載としては初めて[注釈 1]のものとなる[1]。
- 1994年 ‐ 『ビタマン』1994年19号（竹書房）において「愛のふじつぼ」の連載を開始[1]。
- 1994年12月 ‐ 「それいけ!!なかのくん」の連載が、竹書房の雑誌『まんがライフ』（1月号）において開始される。
- 1996年 ‐ 「巨乳OLみゆきちゃん」の連載が、ぶんか社の雑誌『みこすり半劇場』（5月9日号）において開始される。（後、同誌増刊『巨乳ちゃん』に移動。）
- 1997年7月 ‐ 「健全恋愛ライフ」の連載を、ぶんか社の雑誌『みこすり半劇場（新人ちゃん）』vol7において開始する。
- 1998年1月 ‐ 初の単行本となる『愛のふじつぼ』第1巻が発売される[1]。
- 1998年 ‐ 「コイズミ学習ブック」の連載が、白泉社の雑誌『ヤングアニマル』（1998年7号）において開始される[1]。
- 1999年6月‐「レイとルリのスイートライフ」の連載が、竹書房の雑誌『まんがくらぶオリジナル』（8月号）において開始される。
- 2000年7月19日 ‐ 「LET IT BE!!」の連載が、小学館の雑誌『月刊サンデージェネックス』（創刊号）において開始される。
- 2003年8月 ‐ 「家政婦のエツ子さん」（当初は「家政婦♥エツ子」。2004年3月号で改題）の連載が、竹書房の雑誌『まんがライフMOMO』（10月号）において開始される[1]。
- 2006年7月19日 ‐ 「トゥインクル☆トゥインクル」の連載が、少年画報社の雑誌『アワーズプラス』9月号において開始される。
- 2007年5月8日 ‐ 「夢の涯てまでも」が小泉真理名義で、『FEEL YOUNG』（6月号）に掲載される。
- 2007年9月22日 ‐ 「みずほアンビバレンツ」の連載が、双葉社の雑誌『コミックハイ!』VOL.30（10月号）において開始される。
- 2010年2月2日 - 「横浜物語」の連載が、芳文社の雑誌『まんがホーム』3月号において開始される。
- 2012年12月1日 - 「黒い大家さん」が、芳文社の雑誌『まんがホーム』2013年1月号においてゲスト掲載開始、2013年3月2日発売の4月号より正式連載となる。
- 2013年6月22日 - 「猫系彼女と草食男子」が、竹書房の雑誌『まんがくらぶオリジナル8月号において開始される[1]。

## 作品リスト
こいずみまり、小泉真理、木野聖子の各名義に分けて記載。

### こいずみまり名義
- 愛のふじつぼ （1994年 - 1998年、『月刊ビタマン』（竹書房））
  - 単行本（ぶんか社より刊行）全2巻
    1. 1998年、ISBN 4-8211-9646-8
    2. 1998年、ISBN 4-8211-9703-0

  - 文庫本（祥伝社より刊行）全1巻、2005年、ISBN 4-3963-8028-3
- 家政婦のエツ子さん（1997年、1998年、1999年、2003年 - 2014年、『まんがライフMOMO』（竹書房））
- 健全恋愛ライフ（1997年 - 2000年、みこすり半劇場増刊新人ちゃん（ぶんか社））
  - 単行本（ぶんか社より刊行）全2巻
    1. 1999年、ISBN 4-8211-9780-4
    2. 2001年、ISBN 4-8211-9860-6

  - 文庫本（祥伝社より刊行）全1巻、2006年、ISBN 4-3963-8034-8
- 若奥様とセールスマン
  - 単行本（ぶんか社より刊行）全3巻
    1. 1999年、ISBN 4-8211-9737-5
    2. 2000年、ISBN 4-8211-9815-0
    3. 2001年、ISBN 4-8211-9891-6

  - 文庫本（ぶんか社より刊行）全1巻、2006年、ISBN 4-8211-8279-3
- 巨乳OLみゆきちゃん（1996年 - 2000年、『みこすり半劇場増刊巨乳ちゃん』（ぶんか社））
  - 単行本（ぶんか社より刊行）全1巻、2000年、ISBN 4-8211-9807-X
- スーパーロリータ♥みお→スーパー♥SISTERみお（『みこすり半劇場別館』→『主任がゆく!スペシャル』（ぶんか社））
  - 単行本（ぶんか社より刊行）全3巻
    1. 2010年、ISBN 978-4-8211-8986-1
    2. 2011年、ISBN 978-4-8211-7216-0
    3. 2013年、ISBN 978-4-8211-7444-7
- コイズミ学習ブック （1998年 - 2001年、『ヤングアニマル』（白泉社））全5巻
- CUT×OUT
  - 単行本（祥伝社より刊行）全1巻、2001年、ISBN 4-3967-6253-4
- レイとルリのスイートライフ （1999年 - 2000年、『まんがくらぶオリジナル』（竹書房））全1巻
- LET IT BE!!（2000年 - 2002年、『月刊サンデージェネックス』（小学館））
  - 単行本（小学館より刊行）全3巻
    1. 2001年、ISBN 4-09-157101-8
    2. 2002年、ISBN 4-09-157102-6
    3. 2003年、ISBN 4-09-157103-4
- お姉さまとお呼びっ!!
  - 単行本（双葉社より刊行）全4巻
    1. 2000年3月28日、ISBN 4-575-93678-2
    2. 2001年7月9日、ISBN 4-575-93743-6
    3. 2002年5月13日、ISBN 4-575-93779-7
    4. 2003年7月28日、ISBN 4-575-93842-4

  - 文庫本（ぶんか社より刊行）上下巻
    1. 上巻、2006年、ISBN 4-8211-8370-6
    2. 下巻、2006年、ISBN 4-8211-8371-4
- ガーデンオブエデン（2002年 - 2003年、『FEEL YOUNG』（祥伝社））
  - 単行本（祥伝社より刊行）全1巻、2004年、ISBN 4-3967-6319-0
- 微熱★セクスアリス （『コミックハイ!』（双葉社）VOL.4、2004年）
  - 『お姉さまとお呼びっ!!』の主人公・よね子の息子である瑞穂が主人公の漫画。1話のみの読切。瑞穂は2007年から連載された「みずほアンビバレンツ」の主人公でもある。
- 渋谷ガーディアンガールズ（2004年 - 2006年、『月刊サンデージェネックス』（小学館））
  - 単行本（小学館より刊行）全3巻
    1. 2005年、ISBN 4-09-157104-2
    2. 2006年、ISBN 4-09-157039-9
    3. 2006年、ISBN 4-09-157047-X
- トゥインクル☆トゥインクル（2006年 - 2007年、『ヤングキングアワーズプラス』（少年画報社）2006年9月号 - 2007年6月号）
  - 単行本（少年画報社より刊行）全1巻、2007年、 ISBN 4-7859-2822-0
- みずほアンビバレンツ（2007年 - 2009年、『コミックハイ!』（双葉社））全4巻
- 横浜物語（2009年 - 、『まんがホーム』（芳文社））
  - 単行本（芳文社より刊行）全2巻
    1. 2011年、ISBN 978-4-8322-6975-0
    2. 2012年、ISBN 978-4-8322-5129-8
- マスタースレイブ（2010年 - 2011年、『コミックハイ!』（双葉社））
  - 単行本（双葉社より刊行）全2巻
    1. 2011年、ISBN 978-4-575-83893-0
    2. 2011年、ISBN 978-4-575-83989-0
- うっかりOLうかつちゃん（不定期掲載、『週刊漫画ゴラク』（日本文芸社））
- 桃谷つゆ子 亀甲商店街未亡人八百屋（不定期掲載、『週刊漫画ゴラク』（日本文芸社））
  - 単行本（日本文芸社より刊行）全1巻、2011年、ISBN 978-4-537-12809-3
- 猫系彼女と草食男子（2013年 - 2016年、『まんがくらぶオリジナル』）
- ねこまんが（2001年 - 2013年、『まんがくらぶオリジナル』（竹書房）、『まんがアクセス』（まんがアクセス））※『くらオリ』版は終了
- 黒い大家さん（2012年 - 2015年、『まんがホーム』（芳文社））全2巻

### 小泉真理名義
- ジンクホワイト （2001年 - 2003年、『ヤングキングアワーズ』（少年画報社））
- 夢の涯てまでも （2007年5月8日、『FEEL YOUNG』6月号）
  - 『トゥインクル☆トゥインクル』（2007年）に同時収録。『ジンクホワイト』のスピンオフストーリーとして発表された一話完結の読切作品。

### 木野聖子名義
- 試験に出る超人ロック

## 作品解説
愛のふじつぼ
竹書房の雑誌『ビタマン』1994年19号より1998年9月号まで連載。だめんずの彼氏に振り回される不幸なOLを描いた作品。本作を含む当初の漫画は、いずれも4コマ漫画で、内容も成年誌向けのものとなっていた。文庫化の際に加筆されている。
それいけ!!なかのくん
竹書房の雑誌『まんがライフ』1994年1月号から1995年8月号まで連載。本作は後に『愛のふじつぼ』第1巻の附録として加筆訂正の上載せられた（文庫版には未収録）。本作の登場人物は、一部『健全恋愛ライフ』の登場人物と重複しており、結果的に『健全恋愛ライフ』の母胎となった。
巨乳OLみゆきちゃん
ぶんか社の雑誌『みこすり半劇場』1996年5月9日号において連載開始。内容は下ネタのオンパレード。後、同誌増刊『巨乳ちゃん』に移動し2000年1月号まで連載。単行本はぶんか社より、2000年3月10日発行。ISBN 4-8211-9807-X
健全恋愛ライフ
ぶんか社の雑誌『みこすり半劇場（新人ちゃん）』Vol.7（1997年）より連載開始。『みこすり半劇場（別館）』Vol.6（2000年）において連載終了となる。「家政婦♥エツ子」の代替作品として急遽制作されたもので、『それいけ!!なかのくん』の世界観及び登場人物を膨らませて生まれたものである。後の『ジンクホワイト』とも関連を思わせる作品でもある。
コイズミ学習ブック
白泉社の雑誌『ヤングアニマル』1998年7号より2001年8号まで連載。主にセックスにまつわる学習?漫画。
レイとルリのスイートライフ
竹書房の雑誌『まんがくらぶオリジナル』1999年8月号から2000年1月号まで連載。エクストラバージョンが同誌2000年3月号に掲載された。対照的な2人のOLを描いた作品。
『コイズミ学習ブック』を始めとする成年誌掲載漫画を多数抱えていた著者にとって、本作は初めての成年4コマ漫画以外の漫画（非成年4コマ漫画。要するに普通の4コマ漫画）作品となった。
LET IT BE!!
小学館の雑誌『月刊サンデージェネックス』創刊号（2000年7月19日）より2002年11月号まで連載。内容的にはSFラブコメと言ったところである。
ねこまんが
竹書房の雑誌『まんがくらぶオリジナル』2001年12月号において開始される。エッセイ漫画。他作品よりも意図的に極めて雑に見えるような画風で描かれている。
ガーデンオブエデン
祥伝社の雑誌『FEEL YOUNG』2002年11月号から2003年10月号まで連載。
まりりんのダメダメ☆アシ日記
『月刊サンデージェネックス』2003年5月号に掲載される。島本和彦の漫画『吼えろペン』のキャラが登場している。
家政婦のエツ子さん
竹書房の雑誌『まんがライフMOMO』2003年10月号より連載。当初のタイトルは『家政婦♥エツ子』で2004年3月号で改題。
本作は1997年に『ビタマンスペシャル』に掲載されて以来、『まんがアロハ』『まんが四コマ丼』（以上、ぶんか社）、『まんがライフオリジナル』を経由して、ようやく『まんがライフMOMO』において連載の運びとなった。
渋谷ガーディアンガールズ
小学館の雑誌『月刊サンデージェネックス』2004年3月号から2006年5月号まで連載。
トゥインクル☆トゥインクル
少年画報社の雑誌『アワーズプラス』2006年9月号から2007年6月号（大休刊号）まで連載。
『アワーズプラス』6月号に掲載された『トゥインクル☆トゥインクル』は、最終話の1回前の話になっている。これは『アワーズプラス』が休刊されたため、最終話が間に合わなかったことによる。本当の最終話は、雑誌最終話に増補される形で単行本に掲載された。
夢の涯てまでも
小泉真理名義。『FEEL YOUNG』2007年6月号に掲載。
文庫版『ジンクホワイト』の発売を記念して、そのスピンオフストーリーとして発表された一話完結の読切作品。後に『トゥインクル☆トゥインクル』の単行本に附録された。
EVERYTHING BE ALL RIGHT（エブリシング・ビー・オールライト）
『トラマガ』Vol.2（2002年9月発売）に掲載された読切作品。後に『トゥインクル☆トゥインクル』の単行本に附録された。
みずほアンビバレンツ
双葉社の雑誌『コミックハイ!』VOL.30（2007年10月号）より連載。
スーパー♥SISTERみお
ぶんか社の雑誌『主任がゆく!スペシャル』で連載。